# Le Projet Andersen
Pour les articles homonymes, voir Andersen.
 (janvier 2021).
Le Projet Andersen est une pièce de théâtre du dramaturge et acteur Robert Lepage fondée sur la vie de l'écrivain Hans Christian Andersen.
S’inspirant librement de deux contes d’Andersen (La Dryade et L'Ombre) et de quelques épisodes parisiens de la vie du célèbre auteur danois, Robert Lepage s’attarde d’abord, dans Le Projet Andersen, à certains thèmes qu’il a déjà fouillés dans d’autres spectacles : l’opposition entre le romantisme et le modernisme, entre l’art officiel et l’art underground, entre le passé et le présent. 
Mais dans son nouveau solo, le metteur en scène explore aussi les territoires plus troubles de la solitude, de l'ombre, de l’identité sexuelle, des fantasmes inassouvis et de la soif de reconnaissance qui se dessinent en filigrane dans la vie et l’œuvre d’Andersen.

## Contexte d’écriture de la pièce
Afin de souligner le 200e anniversaire de la naissance d’Hans Christian Andersen, le Danemark (plus spécifiquement la Fondation Hans Christian Andersen) a demandé à plusieurs artistes de soumettre un projet de célébration de l’auteur : des expositions, des spectacles de musique, etc. Lepage, plus spécifiquement, s’est vu proposer de monter une pièce. Ce dernier a refusé une première fois, le sujet ne l’inspirant pas. Cependant, une biographie avec des extraits du journal personnel d’Andersen a permis à Lepage de découvrir le visage méconnu de l’auteur et il a alors accepté l’offre. C’est sous l’angle de cet aspect méconnu d’Andersen, côté plus sombre de sa vie, que Lepage va concentrer ses efforts.

## Résumé de la pièce
Frédéric Lapointe, auteur québécois, s’installe à Paris après avoir été invité au Palais Garnier en recevant une commande de l’Opéra Garnier. Il a pour mandat d’écrire le livret d’un théâtre musical pour enfants à partir d’un conte d’Andersen (La Dryade).

## Personnages

### Personnages principaux
Dans cette pièce, il y a plusieurs personnages principaux dont Robert Lepage, dans la version de 2005, assume l’interprétation.
- Frédéric Lapointe, le metteur en scène québécois, qui s’exprime parfois en français québécois de niveau familier.
- Rachid, jeune homme immigré d’origine maghrébine qui est préposé à l’entretien des cabines d’un commerce de peep show.
- Andersen.
- Arnaud de la Guimbretière, le directeur artistique du Palais Garnier et le responsable français de la coproduction lyrique financée par diverses institutions d’Europe ainsi que par l’Opéra de Montréal. Une dryade libérée de son arbre.

### Personnages secondaires
D’autres personnages sont présents dans le spectacle :
- Fanny, une chienne qui est psychologiquement troublée. « L’idée du chien névrosé est mise en relation avec la stratégie littéraire, employée par Andersen, qui consiste à utiliser des animaux pour tenter d’expliquer le comportement des humains. »[4]
- Marie, l’ex-femme de Frédéric.
- L’ami français de Frédéric avec qui il échange de logement pour un mois (la durée de son contrat). C’est le propriétaire du chien névrosé qu’il laisse aux soins de Frédéric pendant la durée de son contrat.

## Thèmes de la pièce

### La solitude
La pièce présente la solitude d’Hans Christian Andersen qui n’a jamais vécu une relation amoureuse partagée et qui a dû se rabattre sur la fiction et sur le plaisir solitaire pour combler ce manque. Cette solitude est représentée par le biais de la relation entre les personnages de Frédéric et de Marie. Leur relation de vie commune, qui a duré seize ans, vient de se terminer lorsque Frédéric s’installe dans l’appartement de son ami. Marie l’a laissé pour affirmer son indépendance financière et parce qu’il refusait d’avoir des enfants. Cette relation brisée crée une solitude chez le personnage, ce qui le mène à se rabattre sur des pensées sexuelles. Le lien est alors créé entre Frédéric et l’auteur Hans Christian Andersen par leur solitude produite par le même type de situation et détournée de la même façon (vers le plaisir solitaire).

### L'ombre et la lumière
La pièce focalise l’attention du spectateur sur l’opposition entre les côtés clair et obscur de l’existence par le biais du conte L’Ombre. Il faut comprendre que l’auteur Hans Christian Andersen aurait transposé ses angoisses et ses interrogations dans ses contes, ce qui inclut L’Ombre.
La part d’ombre chez l’humain est d’ailleurs un thème central de ce texte. Dans la pièce de Robert Lepage, ce mal est représenté d’abord par l’ombre transposée par l’obsession d’Arnaud pour la pornographie. De fait, dans une scène du Projet Andersen, le personnage d’Arnaud parle avec sa fille et sa bienveillance envers elle est mise au premier plan. Cependant, sa part d’ombre, la pornographie, est aussi mise au premier plan par son explication. Un contraste est alors créé entre la clarté de la bienveillance paternelle d’Arnaud et le mal qui le ronge, son obsession pour la pornographie.
L’ombre se remarque aussi par la relation qu’Arnaud entretient avec Frédéric. De fait, Arnaud n’est pas particulièrement « avenant » dans ses rapports avec Frédéric. Il ne traite pas Frédéric de la même manière que sa fille. D’un côté il est méchant et de l’autre côté il est bienveillant. Un contraste est alors présent par le mal et la gentillesse d’une même personne qui sont exposés dans la pièce.

## Mise en scène de l’œuvre

### Le décor
Cette pièce représente un fond de décor de divers lieux parisiens de 1867 et de nos jours. Par exemple, sont représentés Paris, le Palais Garnier, le Café de la Paix, un commerce de peep-show, des stations de métro, un bureau des PTT, des parcs urbains, une chambre d’enfant et, à Copenhague, une salle de réunion, le Musée Andersen, un voyage en train, sans oublier les lieux propres à la dryade, depuis sa campagne natale jusqu’à sa venue à Paris et sa visite de l’Exposition universelle de 1867. En ce qui concerne plus spécifiquement les accessoires, afin de mélanger le langage cinématographique et le langage théâtral, en plus d’user de micros, on emploie des praticables/chariots (pouvant faire apparaître des éléments de décor) qui transitent sur des rails, des marionnettes, des costumes et des perruques, des mannequins et des accessoires, tous éléments d’une théâtralité basique. On utilise aussi un système de poulies pour faire bouger la laisse de la chienne. L’animal est donc absent de la scène, mais le spectateur peut le percevoir par le mouvement du système. On projette aussi des images fixes ou animées par le biais d’une conque. Cette conque consiste en une toile de latex montée sur un châssis. Une soufflerie située derrière la toile permet de l’aspirer ou de la gonfler, ce qui procure aux créateurs un écran vertical pouvant devenir convexe ou concave.

### Les sons
Dans la mise en scène de Lepage, le spectateur entend une voix supposée être celle d’Andersen. Cette voix permet de créer « une fantasmagorie sonore qui fait émerger dans la matérialité du monde l’immatérialité du surnaturel. De cette façon, le regard et l’ouïe du spectateur sont solidairement sollicités afin que celui-ci puisse assimiler un ensemble de stimuli hétérogènes aux nettes implications interculturelles. »
De plus, le metteur en scène recourt au faux dialogue en faisant appel à un interlocuteur absent ou présent, mais dont le spectateur ne peut pas entendre les répliques.

### Particularité de la mise en scène de 2006
Dans la version de 2006, la pièce comprend vingt-sept tableaux. Cela inclut un prologue et un épilogue, qui sont presque tous identifiés par un nom de lieu inscrit sur le cadre de scène inférieur dès le début d’une scène.

## L'accueil de la critique
« Assister à une création de Robert Lepage est toujours une expérience théâtrale unique, fascinante, enivrante, que même des milliers de mots, à mon avis, ne pourraient expliquer clairement. Une seule solution : si vous en avez la chance, ne la manquez pas. »
« Salué par l’ensemble de la critique le récipiendaire du 11e prix Europe pour le théâtre en 2006, avant Patrice Chéreau et après Harold Pinter, réinvente l’utilisation de la scène et bouleverse les frontières artistiques. Du début à la fin du spectacle, on est ébloui par l’usage qu’il fait de la vidéo, de la musique, de l’espace scénique. Il parvient même à faire du déshabillage d’un mannequin sur fond de musique classique une expérience d’une terrible sensualité. »